# Gerd Wolandt
Gerd Wolandt (* 10. Februar 1928 in Heiligenhaus; † 3. Februar 1997) war ein deutscher Philosoph und Hochschullehrer. 

## Leben und Wirken
Nachdem 1940 seine Familie nach Karthaus (Westpreußen) übersiedelte, besuchte Wolandt zunächst das Gymnasium St. Johann in Danzig und später die Oberschule in Berent. Zum Ende des Zweiten Weltkrieges wurde er 1944 zum Reichsarbeitsdienst und anschließend als Marinehelfer dienstverpflichtet. Anschließend legte er seine Abiturprüfung in Velbert ab, nachdem er nach dem Krieg ins Rheinland zurückgekehrt war. 
1954 wurde er bei Hans Wagner in Würzburg zum Dr. phil. promoviert. Mit der Studie Gegenständlichkeit und Gliederung legte er 1964 die erste Gesamtdarstellung der Philosophie Richard Hönigswalds vor. Die Arbeit zeige, so Rudolf Hoffmann (* 1929), „um wieviel näher die Hönigswaldsche Philosophie dem historischen Kant steht als irgendeine der neukantianischen Grundlehren.“ Im Jahr 1967 wurde Wolandt zum Professor nach Bonn berufen; 1977 wechselte er als Professor für Allgemeine Philosophie an die RWTH Aachen.
Wolandt war Mitglied des Vorstandes der A. Paul Weber-Gesellschaft und schrieb wiederholt über Leben und Werk des Künstlers.

## Veröffentlichungen
- Um einen Kant von innen bittend. Zur Bedeutung des großen Philosophen für unsere Zeit. Mit einer biographischen Note von Stephan Nachtsheim. Kulturstiftung der deutschen Vertriebenen, Bonn 1997.
- Letztbegründung und Tatsachenbezug. Bouvier, Bonn 1983.
- A. Paul Weber. Künstler und Werk. Gustav Lübbe Verlag, Bergisch Gladbach 1983.
- Idealismus und Faktizität. Walter de Gruyter, Berlin u. New York 1971.
- Philosophie der Dichtung. Weltstellung und Gegenständlichkeit des poetischen Gedankens. Walter de Gruyter, Berlin 1965.
- Gegenständlichkeit und Gliederung. Untersuchungen zur Prinzipientheorie Richard Hönigwalds mit besonderer Rücksicht auf das Problem der Monadologie. Kantstudien, Ergänzungshefte, Band. 87. Universitätsverlag, Köln 1964.